# Výbuch benzínového potrubí v Jesse (1998)
K výbuchu benzínového potrubí v Jesse došlo 18. října 1998 ve chvíli, kdy se k proraženému  potrubí s palivem přihrnuly stovky lidí, aby si nabraly benzín, avšak náhle vzplanul oheň a lidé začali hořet. Výbuch mohl být vyvolán cigaretou nebo jiskrou z výfuku motocyklu, jehož majitel si přijel doplnit palivovou nádrž. Mnohé zdroje včetně představitelů společnosti Products Marketingo Company, které potrubí patřily, hovořily o sabotáži. Celkem během události zahynulo 1082 lidí.